# Green Acres (Dakota du Nord)
Pour les articles homonymes, voir Greenacres.
Green Acres est une census-designated place située dans le comté de Rolette, dans l’État du Dakota du Nord, aux États-Unis. Sa population s’élevait à 575 habitants lors du recensement de 2010. Elle est située au sein de la réserve indienne de Turtle Mountain.

## Démographie
| 2010 | - | - | - | - | - |
| ---- | - | - | - | - | - |
| 575  | - | - | - | - | - |

## Source
- (en) Cet article est partiellement ou en totalité issu de l’article de Wikipédia en anglais intitulé « Green Acres, North Dakota » (voir la liste des auteurs).